# Nominativo
Il nominativo è un caso della declinazione di diverse lingue antiche e moderne. Esso viene normalmente usato per indicare il soggetto che compie l'azione, come nella frase "Luigi legge il libro", oppure per indicare una qualità dell'azione, nel caso del verbo essere usato come copula. Esempio: "Il libro di Luigi è bello". 
Tradizionalmente, nelle lingue che utilizzano i casi, il nominativo è considerato quello fondamentale, e quindi sarà la forma che si trova nei vocabolari, magari affiancata dal genitivo per specificare la declinazione come nel caso del latino o del greco antico.

## Il nominativo nella lingua latina
In latino vi sono anche altri usi del nominativo: per esempio, nella frase Urbs Roma caput mundi vocatur («la città di Roma è chiamata la capitale del mondo») figurano sia un complemento di denominazione (Roma) che un complemento predicativo del soggetto (caput).
Nel passaggio dal latino all'italiano, tuttavia, non fu generalmente conservata la forma del nominativo singolare, ma quella dell'accusativo singolare, a seguito della lenizione e scomparsa della /m/ finale.
Tale fenomeno, già ampiamente operante in età classica, non è documentato che molto successivamente nella scrittura, ma era operante con continuità nella poesia, dove la prosodia della lingua permetteva la sinalefe di parole contigue di cui la prima terminante per "m" preceduta da vocale.
Non è spiegabile la scansione di versi come
(Virgilio, Eneide, III, 658)
senza presupporre nella pronuncia la lenizione o la scomparsa di /m/ e /h/.
Il nominativo veniva inoltre impiegato come un "caso nullo", con cui considerare il nome in sé, ed in cui declinare i nomi al di fuori di frasi con una struttura grammaticale, per esempio frasi nominali, elencazioni, titoli d'opere ed anche esclamazioni. Era inoltre frequentissima, con i verbi copulativi, la costruzione del doppio nominativo.

### Il doppio nominativo latino
Formalmente, si tratta di un costrutto in cui due parole in caso nominativo (che siano entrambi sostantivi od un sostantivo ed un aggettivo) dipendono dallo steso verbo (talvolta retto da un altro verbo servile): uno svolgerà la funzione di soggetto (sempre un sostantivo), e l'altro quella di complemento predicativo del soggetto.
Tale costrutto è tipico del verbo sum in funzione copulativa; si trova però anche in altri verbi, cosiddetti copulativi, svolgenti appunto funzione di copula, come sum. Tra questi figurano: verbi intransitivi (attivi o deponenti) indicanti concetti quali "esistere", "diventare", "apparire" (come fio, evado, exsisto, nascor, vivo, maneo, appareo, videor, rispettivamente divenire, risultare, rivelarsi, nascere, vivere, rimanere, apparire, sembrare); categorie di verbi in forma passiva, cioè verbi appellativi (esser chiamato, per esempio appellor, nominor, vocor), estimativi (essere stimato, ritenuto, giudicato, rispettivamente aestimor, putor, iudicor), elettivi (essere eletto, come eligor), effettivi (essere fatto, reso, per esempio efficior, reddor).